# Bellengreville (Sekwana Nadmorska)
Bellengreville – miejscowość i gmina we Francji, w regionie Normandia, w departamencie Sekwana Nadmorska.
Według danych na rok 1990 gminę zamieszkiwały 404 osoby, a gęstość zaludnienia wynosiła 53 osoby/km² (wśród 1421 gmin Górnej Normandii Bellengreville plasuje się na 528. miejscu pod względem liczby ludności, natomiast pod względem powierzchni na miejscu 492.).